# مسجد مصلا
نوع دیگر مساجد، مساجد مصلا هستند که برای خواندن نمازهای عیدین( فطر، قربان)مورداستفاده قرار می‌گیرند. معمولاً مساجد مصلا فاقد ساخت و ساز بوده و در بیرون شهر واقع بودند و در برخی مواردتن‌ها محراب مشخص داشته‌اند.